# 다테 구니나가
다테 구니나가(일본어: 伊達邦命, 1826년 ~ 1865년)는 미즈사와 다테 가문의 12대 당주이다.
선대 당주 다테 무네히라의 맏아들로 태어났다. 아버지의 뒤를 이었으나 곧 동생 구니야스에게 당주 자리를 물려주었다. 1859년에는 이미 구니야스가 당주 역할을 하고 있는 것으로 보아 이전에 은거한 것으로 보인다. 혹은 구니야스가 12대 당주라고도 한다.